# Borys Dorfman
Borys Mendelewytsch Dorfman, auch Boruch Mendelewytsch Dorfman (ukrainisch Борис (Борух) Менделевич Дорфман; hebräisch באָריס (ברוך) דאָרפמאַן; wiss. Transliteration Borys Mendelevyč Dorfman; * 23. Mai 1923 in Cahul, Bessarabien, Großrumänien; † 23. März 2022 in Lwiw, Ukraine) war ein ukrainischer jiddisch schreibender Publizist und Erforscher der jüdischen, insbesondere der jiddischen Kultur Galiziens.

## Biographie
Borys Dorfmans Eltern, Mendel Dorfman (1888–1941) und seine Frau Molka, geb. Zinger (1888–1962), stammten aus wohlhabenden gebildeten Kaufmannsfamilien, die in und um Kischinew im damals zu Großrumänien gehörenden Bessarabien lebten. Während die Familie elterlicherseits daheim jiddisch sprach, war die Alltagssprache der Familie Zinger russisch. In beiden Familien sprach und las man aber fließend auch hebräisch, rumänisch und deutsch. Borys Dorfmans Großvater mütterlicherseits, eine Tante, seine Schwester Polia und weitere Verwandte wurden 1941 ermordet. Die Eltern wurden am 7. Juli 1940 von den Sowjets unter dem Vorwand antisowjetischen Betragens und Zionismus verhaftet und später deportiert, das Eigentum einschließlich der großen Bibliothek eingezogen und vernichtet. Der Vater starb 1942 in Karaganda, während die Mutter bis 1947 im Lager Solikamsk und erneut von 1949 bis 1957 bei Krasnojarsk inhaftiert war und 1962 in Lwiw starb.
Borys Dorfman studierte ab 1940 in Kischinew Bauingenieurwesen und fand mit seiner Ausbildung in der Folge Beschäftigungen zunächst bei der Befestigung der Grenze, später in Stalingrad, Saratow und Kiseljowsk. Nach dem Krieg studierte er als Fernstudent Materialtechnik in Moskau. Nach sehr schwierigen Zeiten der Kollektivierungen und Verfolgungen in Kischinew von 1947 bis 1949 zog Dorfman 1949 nach Lwiw, wo er seither lebte. 1952 heiratete er Betja Retschister, eine Philologin. Mit ihr hat er einen Sohn Michael, der als bekannter Publizist inzwischen in den USA lebt, und eine Tochter.
In der Sowjetukraine wirkte Dorfman als Bauingenieur, unter anderem an der Oper Lwiw, und reiste viel gemeinsam mit seiner Frau.
Bereits in der Sowjetzeit engagierte sich Dorfman, der stets bewusst ein religiöses jüdisches Leben führte, für die jüdische Publizistik und half dabei, die einzige jüdische Zeitschrift Sovetish heymland („Sowjetische Heimat“) zu verteilen.
In der unabhängigen Ukraine wurde er aktives Mitglied bei der Wiederbelebung des jüdischen Lebens in Lwiw, zeitweilig war er Mitglied des Vorstandes der Scholem-Alejchem-Gesellschaft und wurde vor allem Mitbegründer und Herausgeber der seit 1990 erscheinenden Zeitung „Schofar“. Als Stadtführer und interessierter Lwiwer begleitete er viele Jahrzehnte aktiv die Geschehnisse des Stadtlebens und war bei Lesungen und Diskussionen, die die jüdische Thematik betreffen, wichtiger Gesprächspartner. Er war der letzte jiddisch sprechende Einwohner Lwiws.

## Werk
Dorfman hat über 1000 Artikel zu jüdischer Thematik in der ukrainischen, russischen, polnischen, englischen und deutschen Presse publiziert, vor allem in der von ihm mitbegründeten Zeitung „Schofar“.

## Dokumentation
- Gabriela von Seltmann, Uwe von Seltmann, Boris Dorfman – A Mentsch, online  (Jiddisch). (May 24, 2014) (abgerufen am 30. November 2017).